# Corpo (matematica)
In matematica, un corpo è una particolare struttura algebrica, che può essere considerata come intermedia fra quella di anello e quella di campo.
Un corpo è infatti un insieme munito di due operazioni binarie, chiamate somma e prodotto e indicate rispettivamente con {\displaystyle +} e {\displaystyle *}, che abbia tutte le proprietà usuali di un campo, tranne la proprietà commutativa per il prodotto. Equivalentemente, è un anello unitario in cui ogni elemento non nullo ha un inverso moltiplicativo.

## Definizione
Un corpo è un insieme {\displaystyle K}, non vuoto e non ridotto ad un unico elemento, dotato di due operazioni binarie interne {\displaystyle +} e {\displaystyle *} che soddisfa i seguenti assiomi:
{\displaystyle (K,+)} è un gruppo abeliano con elemento neutro {\displaystyle 0}:
- {\displaystyle (a+b)+c=a+(b+c)}
- {\displaystyle a+b=b+a}
- {\displaystyle 0+a=a+0=a}
- per ogni {\displaystyle a} esiste un elemento {\displaystyle -a} tale che {\displaystyle a+(-a)=0}

{\displaystyle (K^{*},*)} è un gruppo con elemento neutro {\displaystyle 1}:
- {\displaystyle a*(b*c)=(a*b)*c}
- {\displaystyle 1*a=a*1=a}
- per ogni {\displaystyle a\neq 0} esiste un elemento {\displaystyle a^{-1}} tale che {\displaystyle a*a^{-1}=a^{-1}*a=1}

La moltiplicazione è distributiva rispetto alla somma:
- {\displaystyle a*(b+c)=a*b+a*c}
- {\displaystyle (a+b)*c=a*c+b*c}

(le relazioni devono valere per ogni {\displaystyle a,b} e {\displaystyle c} in {\displaystyle K})
Nella definizione, {\displaystyle K^{*}=K\setminus \{0\}} quindi necessariamente {\displaystyle 1\neq 0}.
Un corpo in cui la moltiplicazione è commutativa è detto corpo commutativo, e più usualmente campo.

## Esempi
Ogni campo è anche un corpo: sono quindi corpi i campi {\displaystyle \mathbb {Q} ,\mathbb {R} ,\mathbb {C} } dei numeri razionali, reali e complessi.
L'insieme {\displaystyle \mathbb {H} } dei quaternioni è un corpo, ma non è un campo, infatti il prodotto tra quaternioni non è commutativo.

## Proprietà

### Equazioni
In un corpo sono risolubili in modo unico le equazioni
{\displaystyle a*x=b}, {\displaystyle x*a=b,}
per ogni {\displaystyle a,b\in K} con {\displaystyle a\neq 0.}